# Towarzystwo Śpiewu „Moniuszko” w Bydgoszczy
Towarzystwo Śpiewu „Moniuszko” w Bydgoszczy – polski chór mieszany w Bydgoszczy, istniejący w latach 1908–1939 i 1946–1973.

## Historia
Chór powstał we wrześniu 1908 r. początkowo pod nazwą Kółko Śpiewackie – mieszane Zjednoczenia Zawodowego Polskiego pod opieką parafii farnej pw. św. Marcina i Mikołaja. Prezesem wybrano Jana Nepomucena Zaparuchę, a dyrygentem został Antoni Domiński. Kolejnymi dyrygentami byli rzemieślnicy: Teodor Andryskowski (1910), Bolesław Siewkowski i Franciszek Witecki. Celem zespołu było śpiewanie pieśni polskich, nauczanie języka polskiego oraz pielęgnowanie tradycji narodowych. Pierwszy publiczny występ odbył się w początkach 1909 r.
W 1910 r. chór wystąpił pod nazwą Towarzystwo Śpiewu „Moniuszko”, a w styczniu 1911 r. przystąpił do Związku Kół Śpiewaczych Polskich. Brał udział w kolejnych Zjazdach Śpiewaczych Okręgu Bydgoskiego: w Koronowie (1911), Nakle (1912), Mroczy (1913). Po oddaniu do użytku nowego kościoła Św. Trójcy w Bydgoszczy, staraniem księdza Józefa Jagalskiego chór „Moniuszko” przyjął obowiązki chóru kościelnego w tej świątyni. Dyrygenturę objął organista Franciszek Masłowski.
Równolegle obok „Moniuszki” działał chór dziewcząt, zwany „Małym Chórem”. Pierwszym dyrygentem był Grzegorz Sauer, a od 1913 r. Franciszek Masłowski. Celem dziecięcego chóru było przygotowanie dziewcząt do wstąpienia w szeregi Towarzystwa Śpiewu „Moniuszko”.
W czasie I wojny światowej chór występował w kościele Świętej Trójcy, a także sporadycznie w innych świątyniach i w sali Domu Polskiego. Chór uczestniczył w uroczystości powitania Wojska Polskiego na Starym Rynku 20 stycznia 1920 r.
W okresie międzywojennym znacznie wzrosła liczba członków – do 140 w 1929 r., 150 w 1931, następnie spadła do 80 w 1938 r. Chór brał udział w uroczystościach kościelnych, miejskich, związkowych, w zjazdach śpiewaczych oraz w uroczystościach innych chórów z Bydgoszczy, Wielkopolski i Pomorza.
Długoletnim dyrygentem chóru (1913–1953) był Franciszek Masłowski. Po nim funkcję przejął Bronisław Dahlke (1953–1963). Ostatnim dyrygentem był organista Jan Busko. Za jego kierownictwa chór „Moniuszko” chylił się ku upadkowi z powodu braku naboru młodych chórzystów. W 1973 r. nastąpił kres działalności zespołu.